# موتوکی اودا
موتوکی اودا (ژاپنی: 植田 元輝؛ زادهٔ ۱۴ مهٔ ۱۹۷۹) یک بازیکن فوتبال اهل ژاپن است.
از باشگاه‌هایی که در آن بازی کرده‌است می‌توان به باشگاه فوتبال سانفریس هیروشیما اشاره کرد.